# Ritratto di Elena Pavlowski
Ritratto di Elena Pavlowski è un dipinto a olio su tela (64,8 x48,9 cm) realizzato nel 1917 dal pittore italiano Amedeo Modigliani.
Fa parte della collezione Philips di Washington.